# Стрелов однос
Стрелов однос, скр. С (енгл. Strehl ratio, S), или Стрелов количник, је један од најчешће коришћених оптичких појмова у како професионалним тако и аматерским круговима. Он представља најједноставнији начин изражавања ефекта оптичких аберација на квалитет оптичке слике. Другим речима, Стрелов однос показује ниво каквоће слике у присуству аберација таласног фронта. 

## Дефиниција
По дефиницији, Стрелов однос - назван по немачком физичару, математичару и астроному др. Карлу Стрелу (Carl Strehl) крајем 19. века - је однос јачине зрачења средишта физичке, или дифракционе слике тачке са, и без аберација (слика десно). 
Пошто је јачина зрачења средишњег врха слике тачке збир таласа који долазе из сваке тачке излазног оптичког отвора, Стреллов однос је математички описан дифракционим интегралом. У најједноставнијем облику, Стрелов однос за кружни оптички отвор је дат са:
{\displaystyle S={\frac {V_{A}}{V_{0}}}=\left({\frac {\int exp[i\Phi _{(p)}]dp}{\int dp}}\right)^{2}} ........    (1)
где су VA и V0 врх у отвору са аберацијама и без њих, i је имагинарни број i=(-1)0,5, и Φ(p) је фазна грешка таласа у тачки отвора p, која одређује амплитуду коју овај талас доприноси средишњем врху (фазна грешка Ф је непосредно повезана са грешком таласног фронта Т, израженог у јединици таласне дужине светлости λ, кроз Ф=2πТ у радијанима). 
За Ф(p)=0 у свакој тачки таласног фронта (тј. у одсуству аберација), exp[iΦ(p)]=exp(0)=1, тј. допринос таласне амплитуде је највиши могући. Због изобличења таласног фронта изазваног аберацијом, збир доприноса амплитуда са целе површине отвора (бројилац разломка) је увек мањи него у случају савршеног отвора (именилац), јер је exp[iΦ(p)] за Ф≠0 увек мање од један.
На другој страни, ако је ефективна збирна фазна грешка за све тачке једнака половини фазе, тј. π радијана, збирна таласна амплтуда у средишту слике тачке - као и вредност Стреловог односа - је нула. 
У складу са овим, Стрелов однос се креће у распону од 1, за савршен оптички отвор, до нуле, кад у средишу дифракционе слике тачке нема енергије.
Ако се фазна грешка таласног фронта појединих тачака у оптичком отвору Ф(p) замени статистичким просеком фазне грешке за целу површину отвора φ=2πω, где је ω статистичка девијација, тј. РМС грешка таласног фронта, интеграл под један се своди на: 
```
                     
S  = |<exp(
i
φ)>|
2
       (2)
```

где величина <exp(iφ)> изражава просечну амплитуду таласа за целу површину оптичког отвора, у јединици пуне амплитуде, тј. амплитуде савршеног оптичког отвора. Напомена да exp(x) означава основу природног логаритма е=2,71828... под  изложиоцем (експонентом) "x". 

## Употреба
Стрелов однос се користи како за оцену нивоа каквоће оптичке слике у току стварања нацрта оптичких склопова, тако и као мерило каквоће оптичке слике произведених оптичких инструмената. У првом случају ради се о рачунској вредности заснованој на претпоставци савршено произведених оптичких површина, док је у другом случају у питању измерена вредност проистекла из својстава стварних (несавршених) оптичких површина.
Стрелов однос се користи за изражавање дејства најразличитијих аберација на каквоћу оптичке слике, укључујући коничне аберације, аберације грешака положаја оптичких елемената, аберације температурне неуједначености ваздуха, аберације изобличења оптичких површина, и других. 

### Стрел за "oграничен дифракцијом" ниво
Између осталог, Стрелов однос се користи за изражавање највишег прихватљивог нивоа аберација - тзв. "ограничен дифракцијом" нивоа - са вредношћу Стреловог броја од 0,80 (што значи да је пун распон "ограничен дифракцијом" нивоа 0,80-1,00 Стрел). Пошто је ова вредност Стрел рациа заснована на РМС грешки таласног фронта од 0,074λ, или λ/13,4, која је довољно ниска да производи практично исту висину средишњег врха слике тачке независно од облика изобличења таласног фронта, она представља најнижу прихватљиву границу "ограничен дифракцијом" нивоа за све врсте аберација.
Ниво од 0,80 Стрел није линија која јасно раздваја високу од ниже каквоће слике, јер између, на пример, 0,79 и 0,81 Стрел, разлика у оштрини слике - мало преко 2% - је сувише мала да би је људско око приметило. 
Такође, потребан ниво каквоће оптичке слике зависи од намене оптичког инструмента. Док се 0,80 Стрел сматра приближном доњом границом каквоће слике оптичких телескопа за општу употребу, у случају инструмената за посебне намене доња граница каквоће може да буде битно виша (на пример, за коронографе, или за телескопе намењене проналажењу планета око других звезда, најнижи потребан ниво је око 0,90, а може бити и преко 0,99).

### Стрел као мерило каквоће слике аматерских телескопа
У случају аматерских (тј. са релатвно малим отвором) оптичких телескопа за општу употребу, сврставање по квалитету оптичке слике на основу Стрел рација је, донекле произвољно (јер такође зависи од основне намене, као и од величине отвора, присуства и величине средишњег заклона, оштрине вида кориснка, атмосферских услова, итд.), приказано у доњој табели.
| НИВО КАКВОЋЕ ОПТИЧКЕ СЛИКЕ | СТРЕЛОВ ОДНОС | ОДГОВАРАЈУЋИ НИВО СФЕРНЕ АБЕРАЦИЈЕ (В-Д*/РМС, за јединицу таласне дужине светлости λ) |
| -------------------------- | ------------- | ------------------------------------------------------------------------------------- |
| САВРШЕН ЗА ОКО             | 1 - 0,95      | 0 - 0,12 / 0,036                                                                      |
| ВРЛО ВИСОК                 | 0,95 - 0,90   | 0,12 / 0,036 - 0,172 / 0,051                                                          |
| ВИСОК                      | 0,90 - 0,80   | 0,172 / 0,051 - 0,25 / 0,074                                                          |
| ОСРЕДЊИ                    | 0,80 - 0,70   | 0,25 / 0,074 - 0,317 / 0,094                                                          |
| НИЗАК                      | 0,7 - 0,6     | 0,317 / 0,094 - 0,38 / 0,11                                                           |
| ЛОШ                        | испод 0.6     | испод 0,38 / 0,11                                                                     |

- (В-Д је скраћеница за врх-дно грешка таласног фронта, тј. збир највећих одступања од савршеног сферног облика са обе стране савршене поредбене сфере)

## Својства
Пошто је заснован на дифракцији светлости, тј. на стварној, физичкој оптичкој слици, Стрелов однос је поузданији показатељ њене каквоће него геометријске слике аберација, врх-дно грешка таласног фронта, или чак и сама РМС грешка таласног фронта. Док је овај последњи показатељ поуздан у случају ниског до умерено високог нивоа аберација (не знатно веће од 0.15λ), при вишим нивоима аберација фокус са најнижом РМС грешком се често не поклапа са жижом у ком је Стрел највиши, тј. најбољом или дифракционом жижом. И док је у таквом случају ширење енергије слике тачке често мање - тј. слика боља - у тачки фокуса са најнижом РМС грешком таласног фронта, ни Стрел ни РМС грешка  нису више поуздани показатељи каквоће оптичке слике.
 Слика десно приказује Стрелов однос у зависности од РМС грешке таласног фронта за три класичне аберације: сферну, кому и астигматизам. Класичне, или примарне аберације су аберације присутне у параксијалној  жижи, тј. жижи средишњих зрака оптичког отвора. Овај фокус, међутим, није место где је слика тачке најбоља. За ниво аберација до око 0,15λ РМС, најбољи фокус је фокус где је РМС грешка таласног фронта најмања, и он се поклапа са дифракционим фокусом у ком је Стрелов однос највиши. 
Као што је на графиконима назначено, РМС грешка у овом фокусу је мања четири пута у случају сферне аберације, три пута у случају коме, и (1,5)0.5 пута у случају астигматизма (РМС грешка на водоравној скали је за фокусе са најнижом РМС грешком, за које су графкони Стреловог односа испрекидане линије).
Упркос томе, за нивое аберација у фокусу са најнижом РМС грешком знатно преко 0,15λ, разлика у Стреловом односу између примарне аберације и аберације са најнижом РМС грешком је или много мања него за низак ниво аберација (у случају сферне аберације), или је Стрел чак виши за примарну аберацију (кома, астигматизам).

### Граница употребљивости Стреловог односа
Ово значи да је употребљивост Стреловог односа као показатеља каквоће оптичке слике ограничена на сразмерно низак ниво аберација, за РМС грешке мање од око 0.15λ. У овом распону, Стрелов однос је приближно једнак релативном садржају енергије унутар Ери диска, у односу на садржај у савршеном оптичком отвору.
 Треба напоменути да Стрелов однос који је једнак нули није неопходно последица изузетно високог нивоа аберација, него међудејства таласа за дати облик изобличења таласног фронта. На пример, В-Д грешка таласног фронта од 1λ, 2λ, 3λ... дефокуса узрокује пад средишњег врха - и Стреловог односа - на нулу, док је на нивоу од 1,5λ Стрелов однос 0,045, на нивоу од 2,5λ 0,016, итд (слика десно). 
У начелу, за висок ниво аберација Стрелов однос није сразмеран величини аберације; због тога су у тим случајевима боља мерила каквоће оптичке слике заокружена енергија или функција оптичког преноса.

### Стрелов однос и функција оптичког преноса
Стрелов однос је повезан са функцијом оптичког преноса, тачније са функцијом преноса висине (ФПВ), тако што је површина испод линије преноса висине сигнала, у односу на површину ФПВ савршеног оптичког отвора, сразмерна Стреловом односу(за радијално симетричне аберације, као сферна или дефокус; за несиметричне аберације као кома и астигматизам, Стрел је сразмеран запремини тродимензионалне ФПВ у односу на запремину ФПВ савршеног оптичког отвора. 
 Ово значи да Стрелов однос може да се изрази кроз функцију оптичког преноса, тј. функцију преноса висине (ФПВ), као С=ПФПВ(н)/ПФПВ(с) за радијално симетричне аберације, и С=ЗФПВ(н)/ЗФПВ(с) за несиметричне аберације, где П и З означавају површину и запремину функцје преноса висине, а "н" и "с" несавршен и савршен оптички отвор, у том редоследу. Слика десно приказује функцију преноса висине за савршен и за несавршен оптички отвор (0.15λ РМС грешка таласног фронта), за једну оријентацију слике тачке (лево) и за све оријентације унутар круга од 360 степени (десно).

## Стрел апроксимације
У изворном облику, вредност Стреловог односа је одређена међудејством таласа светлости у средишњој тачки дифракционе (физичке) слике тачке, и стога захтева примену подобног облика дифракционог интеграла. Међутим, за низак ниво аберација приближно тачна вредност односа може се добити из једноставних израза, заснованим на РМС грешци таласног фронта. 
По Ојлеровој једначини комплексног броја z = x+iy = |z|(cosA+isinA) = |z|exp(iA), једначина (2) за Стрелов однос може се написати као:
```
                         
S = <cosφ>
2
+<sinφ>
2
 ≥ <cosφ>
2
      (3)
```

Другим речима, за ниске вредности стандардног фазног одступања φ, одступање вредности дате са <cosφ>2 од тачне вредности Стреловог односа је врло мало или занемарљиво.

### Maréchal
Проширењем <cosφ>2 у бескрајну серију, cos(x) = 1 - (1/2!)x2 + (1/4!)x4 - (1/6!)x6 +..., и задржавајући само прва два члана, долази се до Марешалове (André Maréchal, француски научник) апроксимације:
```
                              
S ~ (1-0.5φ
2
)
2
        (4)    
```

где је стандардно фазно одступање φ=2πω, и ω је РМС грешка таласног фронта.

### Nijboer
Ако се у степенованом изразу  [1-2(πω)2]2 = 1-4(πω)2+4(πω)4 занемари последњи члан, долази се до Ниборове (Ben Nijboer, дански физичар) апроксимације:
```
                                  
S ~ 1-(2πω)
2
       (5)
```

### Mahajan
Најтачнији резултат у ширем распону РМС грешке таласног фронта даје Махаџанов (Virendra Mahajan, амерички научник) израз (такође познат као "проширена Марешалова апроксимација", енг. extended Maréchal's approximation), који је за РМС/λ=ω (tј. ω означава РМС грешку таласног фронта у јединицама таласне дужине светлости λ), дат као: 
{\displaystyle S\sim exp[-(2\pi \omega )^{2}]={\frac {1}{exp[(2\pi \omega )^{2}]}}=1-(2\pi \omega )^{2}+{\frac {(2\pi \omega )^{4}}{2!}}-{\frac {(2\pi \omega )^{6}}{3!}}+...}  ........   (6)
где exp(x), као раније, означава основу природног логаритма е=2,7218... под  изложиоцем (експонентом) "x". Разлика је занемарљива за грешке мање од 0.1λ РМС, без обзира на врсту аберације. 

### Косинусна апроксимација
Приближно толико тачна као претходна, мада ретко помињана, је апроксимација заснована непосредно на квадрату косинуса фазне разлике φ (израз 3):
```
                
S ~ <cosφ>
2
 = cos
2
(2πω) = cos
2
(360ω)
     (7)
```

где је угао фазне разлике у последњем изразу у степенима, а у претходном у радијанима.

### Графикон апроксимација
Слика десно приказује ове три апроксимације у поређењу са тачном вредношћу Стреловог односа за примарну сферну аберацију. За грешке до 0,25λ РМС, разлика Махаџанове апроксимације (6) је испод 10%, и достиже 10% тек ~0,3λ РМС, у поређењу са тачном вредношћу за примарну сферну аберацију (одступање је навише за РМС грешке испод ω~0,25λ, а наниже за веће РМС грешке).
Косинусна апроксимација (7) је мало тачнија од Махаџанове за РМС грешке испод 0.15λ, и мање тачна за веће грешке.
Марешалова апроксимација (4), почиње да знатнје одступа од тачне вредности за РМС грешке веће од ~0,1λ RMS, док је за Ниборову (5) ова граница око "ограничен дифракцијом" нивоа, 0,074λ RMS. 
Стрел апроксимације су приближно тачне - са одступањем не већим од око 1% - за сразмерно низак ниво аберација. Ниборова (5) за вредности Стреловог односа од око 0,9 и више, Марешалова (4) за вредности односа од око 0,85 и више, Махаџанова (6) за вредности од око 0,8 и више, а косинусна за вредности од око 0,7 и више. За нивое аберација изнад наведених, тачност апроксимација брзо опада, нарочито у случају Ниборове апроксимације (5). И док Махаџанова апроксимација (6) остаје сразмерно близу тачне вредности за примарну сферну аберацију до око 0,25λ РМС, при нивоу аберација знатно преко 0,15λ РМС, разлике у вредности Стреловог односа за различте аберације и исту РМС грешку таласног фронта могу да буду значајне.

## Стрел за оптички отвор са кружним средишњим заклоном
Физичка препрека која заклања део таласног фронта спречава таласе са заклоњеног дела да доспу до слике тачке. Пошто свака заклоњена тачка таласног фронта шаље таласе у сваку тачку слике, овим се мења целокупни распоред енергије слике, укључујући јачину зрачења средишта слике, тј. вредност Стреловог односа.
Најчешћи и најзначајнји облик оваквог заклона је кружни средишњи заклон због помоћног огледала у телескопима рефлекторима. У случају савршеног оптичког отвора,  чинилац смањења јачине зрачења у средишту слике тачке, као последица присуства оваквог заклона, је: 
```
                             
Ј
з
=(1-з
2
)
2
        (8)
```

где је з пречник кружног средишњег заклона у сразмери са пречником оптичког отвора (на пример, за четири пута мањи пречник заклона, з=0,25).
Другим речима, пад јачине зрачења у средишту слике тачке је сразмеран квадрату површине анулуса (прстенаста незаклоњена површина отвора) изражене у јединици површине оптичког отвора без заклона. Међутим, пошто Стрелов однос, по дефиницији, изражава ефекат аберација таласног фронта, ова јачина зрачења у средишту слике тачке се узима као јединична, тј. представља савршен оптички отвор са становишта присуства аберација.
Са друге стране, присуство средишњег заклона мења распоред енергије у слици тачке коју ствара таласни фронт погођен аберацијама. У зависности од облика аберације, тачније, од степена изобличености његовог заклоњеног дела, јачина зрачења у средишту слике може да буде било јача, било слабија него за тај исти облик таласног фронта без присуства средишњег заклона. 

### Промена РМС грешке таласног фронта
Промена јачине зрачења средишта слике тачке је непосредно везана за промену РМС грешке таласног фронта због присуства заклона. 
 Слика десно приказује последице присуства средишњег заклона на таласни фронт са λ/2 В-Д примарне сферне аберације у фокусу најмање аберације. Без заклона (лево), РМС грешка таласног фронта је 0,15λ. Са заклоном, средишњи део таласног фронта је одстрањен, док се преостали спољни део сад најбоље поклапа са поредбеном сфером од нешто мањег полупречника - што значи да је најбољи фокус сад незнатно ближе - уз приближно преполовљене Б-Д и РМС грешке таласног фронта. Стрелов однос таласног фронта је 0,365 без заклона, 0,453 са заклоном у односу на првопитну поредбену сферу, и 0,697 у односу на најбољу поредбену сферу.
Пошто је промена РМС грешке таласног фронта у присуству средишњег кружног заклона дата са следећим изразима (за сферну, кому и астигматизам, изрази су за примарну аберацију у фокусу са најмањом грешком):
- СФЕРНА АБЕРАЦИЈА: ω' = ω(1-з2)2
- ДЕФОКУС: ω' = ω(1-з2)
- КОМА: ω' = ω(1-з2)[(1+4з2+з4)/(1+з2)]1/2
- АСТИГМАТИЗАМ: ω' = ω(1+з2+з4)1/2

где је ω' РМС грешка у присуству заклона, а ω РМС грешка без заклона, користећи ω' у Стрел апроксимацијама заснованим на РМС грешки таласног фронта, може да се дође до приближне вредности Стреловог односа за несавршен (тј. са грешкама таласног фронта услед аберација) оптички отвор у присуству средишњег заклона.

### Графикон промене Стрел рациа за изабране аберације
Слика десно показује однос Стреловог односа у оптичком отвору са кружним средишњим заклоном (Сзаклон), у односу на оптички отвор без заклона (С), за четири класичне аберације. Присуство средишњег заклона утиче на Стрелов однос највише у случају сферне аберације, и нешто мање у случају дефокуса. У оба случаја Стрелов однос је виши са заклоном него за исту величину аберације без заклона. Ово је последица тога што се део таласног фронта у незаклоњеном делу отвора (анулусу) боље поклапа са сфером која има незнатно мањи полупречник, те је јачина зрачења у средишту слике тачке створене од стране овог дела таласног фронта виша. 
У случају у коме се Стрелов однос умерено снижава до з~0,29, да би нагло почео да се побољшава са даљим повећањем заклона. У случају астигматизма, вредност Стреловог односа доследно пада са повећањем средишњег заклона, то израженије што је заклон већи.

### Коначна каквоћа оптичке слике у присуству средишњег заклона
Повећање Стреловог односа због присуства заклона у отвору са аберацијама не значи неопходно да је слика коју он ствара боља, и најчешће то није случај. Разлог томе је што присуство заклона, као што је споменуто, узрокује одвојен дифракциони ефекат, у основи пренос дела енергије из средишњег врха слике тачке у светле и тамне прстенове који га окружују. Овај неповољан ефекат заклона је скоро увек већи од могућег повољног ефекта на Стрелов однос таласног фронта. Збирни ефекат ова два чиниоца је дат производом релативне јачине зрачења средишта слике тачке услед дифракционог ефекта заклона Јз (израз 8) и Стреловог односа незаклоњеног дела таласног фронта, Сзаклон. 
На пример, за λ/4 В-Д (тј. λ/13.4 РМС) грешку таласног фронта сферне аберације, Стрелов однос без присуства заклона је С=0.80. У присуству заклона величине з=0,3, дифракциони ефекат узрокује пад јачине зрачења средишње тачке Јз=(1-0.32)2=0.83, док је Стрелов однос таласног фронта, услед смањења његове РМС грешке за тај исти чинилац, повећан на Сзаклон=0,86. Збирни ефекат је, према томе, сразмеран 0,83x0,86=0,71, тј. упоредив са аберацијом која у отвору без заклона изазива пад Стрела на 0,71 (у случају сферне аберације, 0,31λ В-Д, тј. 0,093λ РМС).
Мало побољшање нивоа каквоће слике могуће је само при високом нивоу аберације и уз сразмерно велик средишњи заклон.

## Стрелов однос за вишебојну светлост
Као и за већинау појмова везаних за физичку оптичку слику и њена својства, основна дефинција Стрел рациа је за једнобојну (монохроматску) светлост. Међутим, светлост с којом се најшчешће срећемо није једнобојна, него састављена од више боја, тј. од различитих таласних дужина у ширем спектралном распону. Збирна функција ширења тачке (ФШТ) за цео распон је тзв. вишебојна (полихроматска) ФШТ, а одговарајући Стрелов однос је одређен јачином зрачења у њеном средишту, у односу на јачину зрачења средишта ФШТ савршеног оптичког отвора.
Стрелов однос за сваку од ових мање-више различитих (у погледу њихових сопствених, као и у погледу својстава и каквоће оптичке слике коју производе) ФШТ има основну, јединичну вредност, која представља збир јачина средишње тачке функција ширења тачке за све таласне дужине у распону. Тек са присуством аберација вредност Стреловог односа пада испод један, у мери одређеној својствима ФШТ за сваку таласну дужину распона (у пракси, за сразмерно мале распоне унутар основног распона, на које се овај може поделити), као и спектралном осетљивошћу детектора.
Сагласно томе, Стрелов однос за вишебојну светлост је дат збиром једнобојних Стрелових односа за сваку таласну дужину унутар распона (у пракси, за десетак или више мањих распона на које се основни распон може поделити), у односу на збир јединичних вредности Стрелових односа без аберација.  

### Огледала
У случају огледала, присуство аберација проузрокованих својствима оптичких површина има већи ефекат на краће таласне дужине. На пример, ако је В-Д грешка таласног фронта 0.0001мм, В-Д грешка за таласну дужину 0.0005мм (0.5 микрона, или 500 нанометара) је λ/5, док је за таласну дужину од 0.0006мм грешка λ/6. У пракси су ове разлике најчешће занемарљиве, како због мање осетљивости детектора - и посебно људског ока - на таласне дужине битно различите од оне на коју је осетљивост највећа, тако и због тога што је светлост из већина извора најјача у сразмерно малом спектралном распону, опадајући битно изван њега. 

### Сочива
У случају сочива, међутим, различитост преламања за различите таласне дужине може да проузрокује знатно веће разлике у нивоу аберација унутар ширег спектралног распона. У ове хроматске аберације спадају хроматски дефокус, сферохроматизам и латерални хроматизам. Слика десно је пример оптичког склопа - 100мм ƒ/15 Фраунхоферов дублет ахромат - у ком је због величине хроматске аберације (хроматски дефокус) у проширеном спектралном распону једнобојни Стрелов однос у било ком делу распона недовољан да искаже ниво каквоће оптичке слике. За то је неопходан Стрелов однос за шири спектрални распон (полихроматски Стрел).
Док је Стрел за таласне дужине зелено-жуте светлости, за коју су ахромати обично подешени, практично 1, у плавој (F) и црвеној (С) Фраунхоферовој линији, на које је око још увек донекле осетљиво, Стрел је врло низак (испод 0.01 за прву, и око 0.1 за другу). За оцену нивоа каквоће слике у овом случају неопходан је вишебојни (полихроматски) Стрел, који је за овај дублет, по оптичком програму, око 0.86 (за фотопско око, што значи да је у прорачуну Стрел за сваку таласну дужину помножен са одговарајућим фактором осетљивости ока).